# George M. Rosenberg
George M. Rosenberg (Düsseldorf, 18 april 1864 – New York, 19 februari 1936) was een Amerikaans componist, dirigent en muziekuitgever van Duitse afkomst. Zijn werken schreef hij meestal onder zijn pseudoniem George Rosey.

## Levensloop
Rosenberg emigreerde rond 1888 naar de Verenigde Staten en woonde in New York. Hij was voor verschillende jaren dirigent van een reizende operagezelschap. Later focusseerde hij zich op het componeren van eigen werken en het arrangeren. Hij werd medewerker van de muziekuitgever "Joseph Stern Music Publishing Company". Hij werd bekend met een collectie van buitenlandse marsen voor harmonieorkest, die in een werktitel "George Rosey March Folio" verzameld en uitgegeven werden. Hij was ook werkzaam voor de Joseph Remick Music Company.
Rond 1912 richtte hij zijn eigen muziekuitgeverij aan de East Side van het New Yorkse stadsdeel Manhattan op. Naast zijn eigen werk publiceerde hij ook werk van andere componisten. Tijdens de grote depressie ging zijn bedrijf failliet. Aansluitend werkte hij als pianist vooral in bioscopen voor de begeleiding van stomme films. Hij was lid van de American Society of Composers, Authors and Publishers (ASCAP) en van de Reformed Jewish Faith. Rosey schreef onder andere enige titels voor het Broadway Musical The Girl from Dixie uit 1903.

## Composities

### Werken voor harmonieorkest
- 1894 The Honeymoon March
- 1894 Madame De Fogarty's Dancing School
- 1894 Whose Little Girl Are You? - tekst: Thos. Naismyth
- 1895 Caprice
- 1895 Espanita
- 1895 The Handicap
- 1895 Oriental Echoes, March and Two-Step
- 1896 King Carnival
- 1896 The Chinatown March
- 1897 Rendez-Vous, Valse
- 1897 The Scorcher, March and Two-Step
- 1898 The Spirit of Liberty[1]
- 1898 A Night Off
- 1898 Cotillion March Cotillion March door George Rosey's Orchestra of New York City (1898)
- 1898 La Susana
- 1899 Believe - tekst: Frank Tannehill jr.
- 1899 A Rag-Time Skedaddle, March & Cake Walk
- 1899 The Senegambian Patrol
- 1900 Too Late - tekts - Frank Tannehill
- 1901 The Gainsborough
- 1901 May Be - tekst: Frank Tannehill
- 1902 Fall in Line
- 1902 I'm Going to Live Anyhow Till I Die
- 1902 Night You Promised Me - tekst: Frank Tannehill
- 1903 Handicap march
- 1903 In a Nutshell
- 1903 Waltzes
- 1903 La lune de miel
- 1904 In a World Just Made For Two - tekst: Frank Tannehill
- 1904 The pet of the army
- 1904 The sultan's dream
- 1906 The Motor March
- 1907 The Victorious Eagle, March en Twostep, op. 300
- 1907 Echoes from Ireland
- 1914 A La Mode
- 1917 Military Tactics
- 1917 Patriotic March On American Airs
- 1917 Savannah
- 191? Won't You Take Me Back to Dixie - tekst: Edward Bennet Marks
- Belles and Beaux
- Bouquet of Ros(E)ys
- My Lady Love
- Oh! You Dancing Widow
- Presto Galop
- The Anniversary March
- The Chinatown March
- The Rainbow Dance
- Wooing Waltz intermezzo

### Vocale muziek
- 1900 Believe, voor zangstem en piano

### Werken voor orgel
- 1898 Espanita Waltz

### Werken voor piano
- 1894 The Honeymoon March
- 1897 Rendezvous, Valse
- 1899 The Senegambian Patrol
- 1902 I'm Going to Live Anyhow Till I Die
- 1917 Patriotic March On American Airs